# NGC 6823
NGC 6823 је расејано звездано јато у сазвежђу Лисица које се налази на NGC листи објеката дубоког неба.
Деклинација објекта је + 23° 18' 0" а ректасцензија 19h 43m 10,0s. Привидна величина (магнитуда) објекта NGC 6823 износи 7,1. NGC 6823 је још познат и под ознакама OCL 124, LBN 135.